# Gaultheria myrtilloides
Gaultheria myrtilloides är en ljungväxtart som beskrevs av Adelbert von Chamisso och Schltdl. Gaultheria myrtilloides ingår i släktet Gaultheria och familjen ljungväxter. Inga underarter finns listade i Catalogue of Life.